# Liste der Biografien/Reid
Liste der Biografien |
Portal Biografien |
Personensuche
# |
A |
B |
C |
D |
E |
F |
G |
H |
I |
J |
K |
L |
M |
N |
O |
P |
Q |
R |
S |
T |
U |
V |
W |
X |
Y |
Z |
?
 
Ra |
Rb |
Rd |
Re |
Rh |
Ri |
Rj |
Rk |
Rl |
Rm |
Rn |
Ro |
Rr |
Rs |
Rt |
Ru |
Rv |
Rw |
Rx |
Ry |
Rz
 
Rea |
Reb |
Rec |
Red |
Ree |
Ref |
Reg |
Reh |
Rei |
Rej |
Rek |
Rel |
Rem |
Ren |
Reo |
Rep |
Req |
Rer |
Res |
Ret |
Reu |
Rev |
Rew |
Rex |
Rey |
Rez
 
Reib |
Reic |
Reid |
Reie |
Reif |
Reig |
Reih |
Reij |
Reik |
Reil |
Reim |
Rein |
Reip |
Reir |
Reis |
Reit |
Reiv |
Reiw |
Reix |
Reiz
Die Liste der Biografien führt alle Personen auf, die in der deutschsprachigen Wikipedia einen Artikel haben. Dieses ist eine Teilliste mit 215 Einträgen von Personen, deren Namen mit den Buchstaben „Reid“ beginnt.

## Reid
- Reid Cabral, Donald (1923–2006), dominikanischer Politiker, Staatspräsident der Dominikanischen Republik
- Reid Henry, David Morrison (1919–1977), britischer Vogelillustrator
- Reid Nakamarra, Doreen († 2009), australische Malerin
- Reid, Adam Greydon (* 1973), kanadischer Schauspieler, Synchronsprecher, Filmregisseur und Drehbuchautor
- Reid, Aileen (* 1982), irische Triathletin
- Reid, Alan (* 1954), britischer Politiker, Mitglied des House of Commons
- Reid, Alana (* 2005), jamaikanische Sprinterin
- Reid, Alcuin (* 1963), australischer römisch-katholischer Theologe
- Reid, Alex (* 1980), britische Schauspielerin
- Reid, Alvis (* 1985), jamaikanischer Bassist
- Reid, Alyssa (* 1993), kanadische Singer-Songwriterin
- Reid, Amanda (* 1996), australische Paracyclerin und Schwimmerin
- Reid, Andy (* 1958), US-amerikanischer American-Football-TrainerAndy Reid (* 1958)

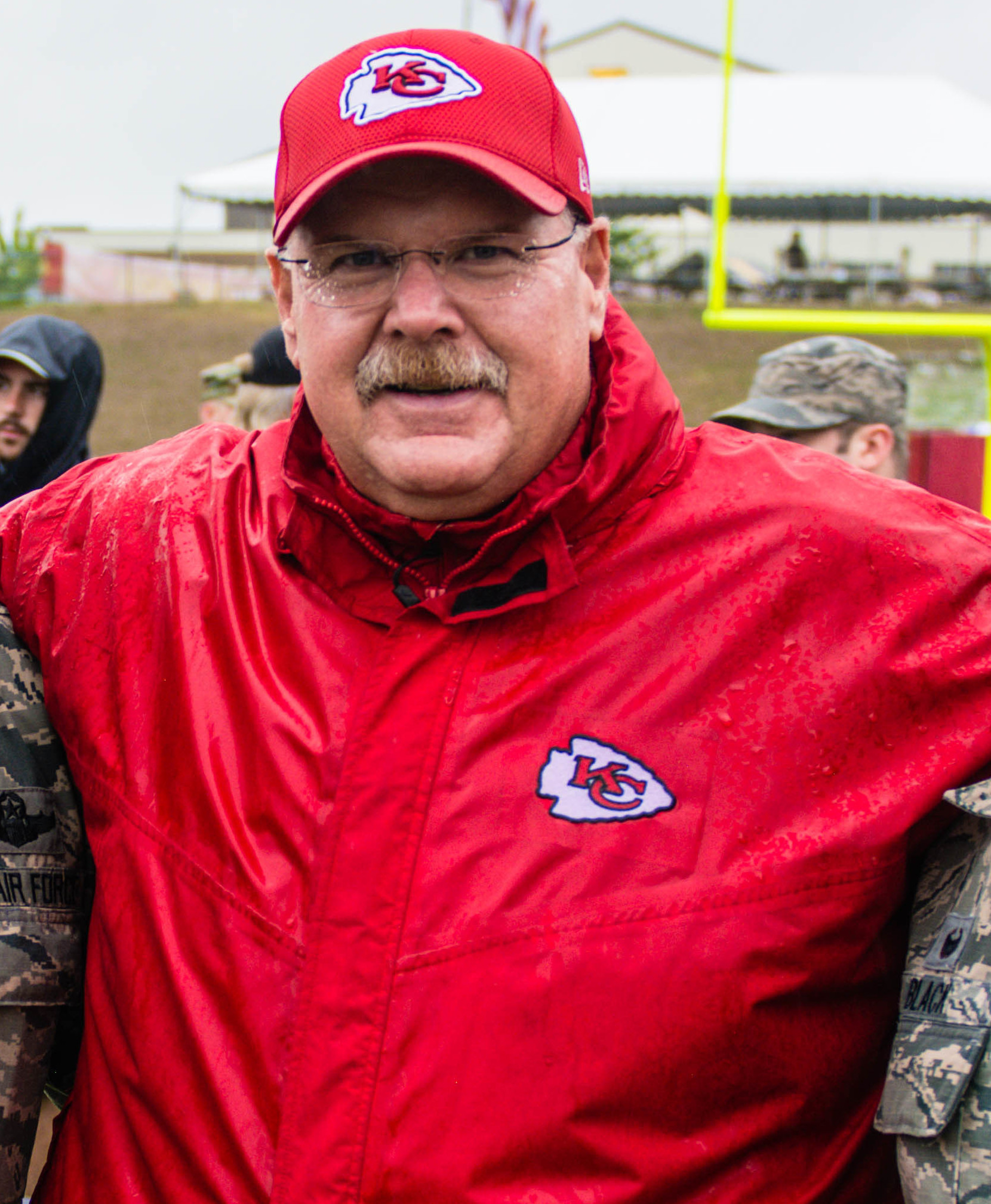
Andy Reid (* 1958)

- Reid, Andy (* 1982), irischer Fußballspieler
- Reid, Anne (* 1935), britische Schauspielerin
- Reid, Anthony (* 1957), britischer Autorennfahrer
- Reid, Arizona (* 1986), US-amerikanischer Basketballspieler
- Reid, Ashleigh (* 1988), australische Hochspringerin
- Reid, Audrey (* 1952), jamaikanische Hochspringerin und Sprinterin
- Reid, Beryl (1919–1996), britische Schauspielerin
- Reid, Bevis (1919–1997), britische Kugelstoßerin und Diskuswerferin
- Reid, Bill (1920–1998), kanadischer Künstler, Haida
- Reid, Bill (1926–2009), US-amerikanischer Bluegrass-Musiker und Radiomoderator
- Reid, Bill († 2018), britischer Jazzmusiker und Promoter
- Reid, Billy (1939–1971), nordirischer politischer Aktivist, Mitglied der Provisional Irish Republican Army
- Reid, Brandon (* 1981), kanadischer Eishockeyspieler und -trainer
- Reid, Brian, britischer Motorradrennfahrer
- Reid, Brigitte (* 1955), kanadische Hochspringerin
- Reid, Bruce (* 1971), kanadischer American-Football-Spieler
- Reid, Carl (* 1950), kanadischer anglikanischer Bischof und römisch-katholischer Geistlicher (seit 2013)
- Reid, Carl Benton (1893–1973), US-amerikanischer Schauspieler
- Reid, Carlton, britischer Radsportler, Sportjournalist
- Reid, Charles (* 1990), kanadischer Snowboarder
- Reid, Charles C. (1868–1922), US-amerikanischer Politiker
- Reid, Charlotte Thompson (1913–2007), US-amerikanische Politikerin
- Reid, Charmaine (* 1973), kanadische Badmintonspielerin
- Reid, Christopher (* 1949), britischer Dichter
- Reid, Clarence A. (1892–1978), US-amerikanischer Politiker
- Reid, Clement (1853–1916), britischer Paläobotaniker und Geologe
- Reid, Constance (1918–2010), US-amerikanische Autorin und Mathematikhistorikerin
- Reid, Cornelius L. (1911–2008), US-amerikanischer Gesangspädagoge
- Reid, Damion (* 1979), amerikanischer Jazzmusiker (Schlagzeug)
- Reid, Daphne Maxwell (* 1948), US-amerikanische SchauspielerinDaphne Maxwell Reid (* 1948)

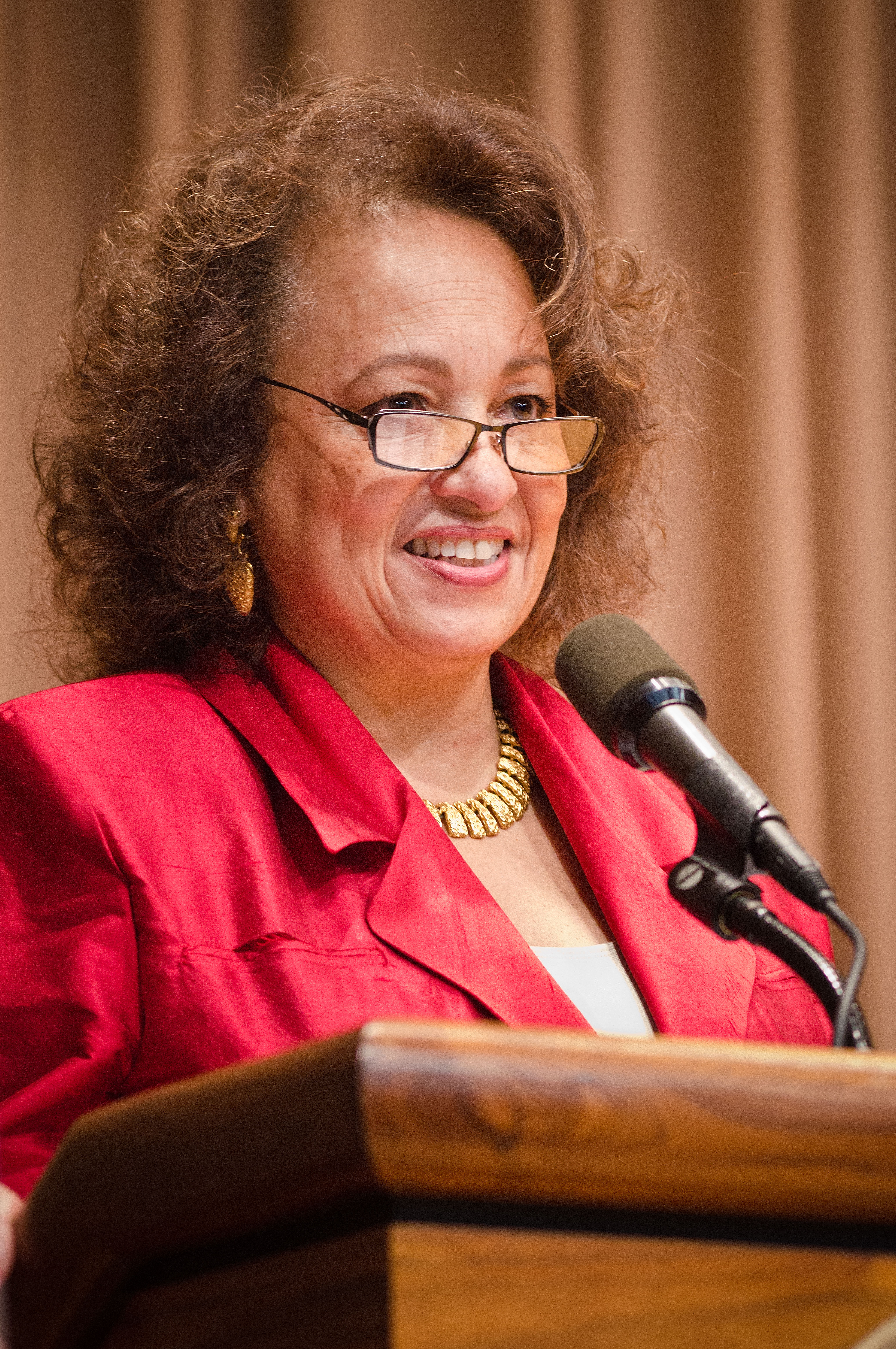
Daphne Maxwell Reid (* 1948)

- Reid, Daryl (* 1950), kanadischer Politiker (Manitoba)
- Reid, Dave (* 1964), kanadischer Eishockeyspieler und -funktionär
- Reid, Dave (* 1979), kanadischer Eishockeyspieler
- Reid, David, schottischer Fußballspieler
- Reid, David (* 1973), US-amerikanischer Boxer
- Reid, David Settle (1813–1891), US-amerikanischer Politiker
- Reid, Dexter (* 1981), US-amerikanischer Footballspieler
- Reid, Duggie (1917–2002), schottischer Fußballspieler
- Reid, Duke (1923–1975), jamaikanischer Ska-Musiker und Schallplattenproduzent
- Reid, E. Emmet (1872–1973), US-amerikanischer Chemiker und Hochschullehrer
- Reid, Eleanor Mary (1860–1953), britische Paläobotanikerin
- Reid, Elena (* 1981), US-amerikanische Boxsportlerin
- Reid, Eliza (* 1976), kanadisch-isländische Journalistin und isländische First Lady
- Reid, Elizabeth Jesser (1789–1866), englische Sozialreformerin und frühe Frauenrechtlerin
- Reid, Ellen (* 1983), amerikanische Komponistin und Klangkünstlerin
- Reid, Elliott (1920–2013), US-amerikanischer Schauspieler und Drehbuchautor
- Reid, Elwood (* 1966), US-amerikanischer Schriftsteller, Fernsehproduzent und Drehbuchautor
- Reid, Emily (* 1999), britische Schauspielerin
- Reid, Emma (* 1995), britische Judoka
- Reid, Eric (* 1991), US-amerikanischer American-Football-Spieler
- Reid, Escott (1905–1999), kanadischer Botschafter
- Reid, Fiona A. (* 1955), kanadische Säugetierkundlerin, Autorin und Illustratorin
- Reid, Forrest (1875–1947), irischer Schriftsteller, Literaturkritiker und Übersetzer
- Reid, Frances (1914–2010), US-amerikanische Schauspielerin
- Reid, Frances, US-amerikanische Filmemacherin
- Reid, Frank R. (1879–1945), US-amerikanischer Politiker
- Reid, Garfield (* 1981), jamaikanischer Fußballspieler
- Reid, Gavin Hunter (* 1934), englischer Bischof von Maidstone
- Reid, Gayla (* 1945), kanadische Schriftstellerin australischer Herkunft
- Reid, George (1845–1918), australischer Politiker und Premierminister
- Reid, George (1939–2025), schottischer Politiker (Scottish National Party (SNP)), Mitglied des House of Commons
- Reid, Gordon (1923–1952), US-amerikanischer Autorennfahrer
- Reid, Gordon (1923–1989), australischer Politologe, Professor der Politikwissenschaft und Gouverneur des Bundesstaats Western Australia (1984–1989)
- Reid, Gordon (* 1991), britischer Rollstuhltennisspieler
- Reid, Grace (* 1996), britische Wasserspringerin
- Reid, Graeme, südafrikanischer LGBT-Aktivist
- Reid, Hal († 1920), US-amerikanischer Schauspieler und Autor
- Reid, Hannah (* 1989), britische SängerinHannah Reid (* 1989)

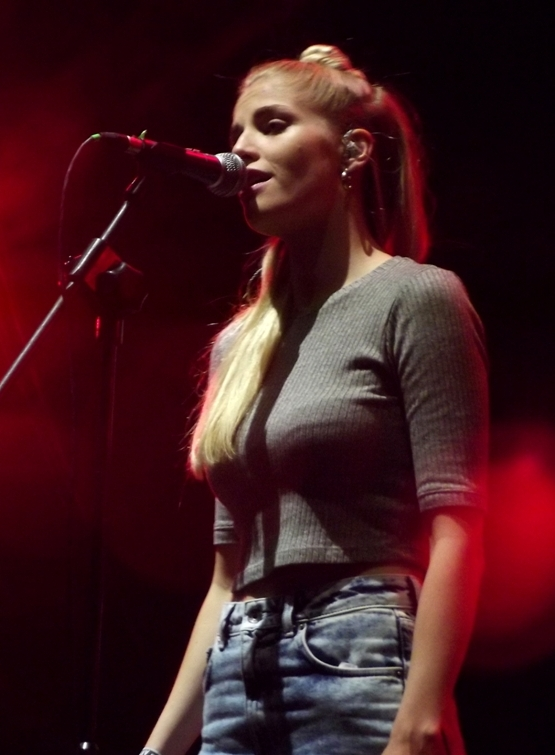
Hannah Reid (* 1989)

- Reid, Harry Fielding (1859–1944), US-amerikanischer Geophysiker
- Reid, Harry M. (1939–2021), amerikanischer Politiker
- Reid, Irene (1930–2008), US-amerikanische Jazzsängerin
- Reid, J. R. (* 1968), US-amerikanischer Basketballspieler
- Reid, James (1875–1957), britischer Sportschütze
- Reid, James Randolph (1750–1789), US-amerikanischer Politiker
- Reid, James Reid, Baron (1890–1975), schottisch-britischer Jurist und Politiker, Mitglied des House of Commons
- Reid, James W. (1849–1902), US-amerikanischer Politiker
- Reid, Jamie (1941–2015), kanadischer Dichter, Schriftsteller und Kunst-Aktivist
- Reid, Jamie (1947–2023), englischer Künstler
- Reid, Jim (* 1961), britischer Komponist und Rocksänger
- Reid, Joanne (* 1992), US-amerikanische Biathletin
- Reid, John (1918–1954), US-amerikanischer Segler
- Reid, John (* 1947), britischer Politiker (Labour), Mitglied des House of Commons
- Reid, John (* 1949), britischer ehemaliger Musikmanager
- Reid, John (1963–2025), britischer Musikproduzent, DJ und Sänger
- Reid, John Mercer (1937–2022), kanadischer Politiker
- Reid, John William (1821–1881), US-amerikanischer Politiker
- Reid, Jonny (* 1983), neuseeländischer Autorennfahrer
- Reid, Josh (* 2002), schottischer Fußballspieler
- Reid, Joy, schottische Badmintonspielerin
- Reid, Julia (* 1952), britische Politikerin (UKIP), MdEP
- Reid, Julian (* 1988), britisch-jamaikanischer Leichtathlet
- Reid, Junior (* 1965), jamaikanischer Reggae-Musiker
- Reid, Justin (* 1997), US-amerikanischer FootballspielerJustin Reid (* 1997)

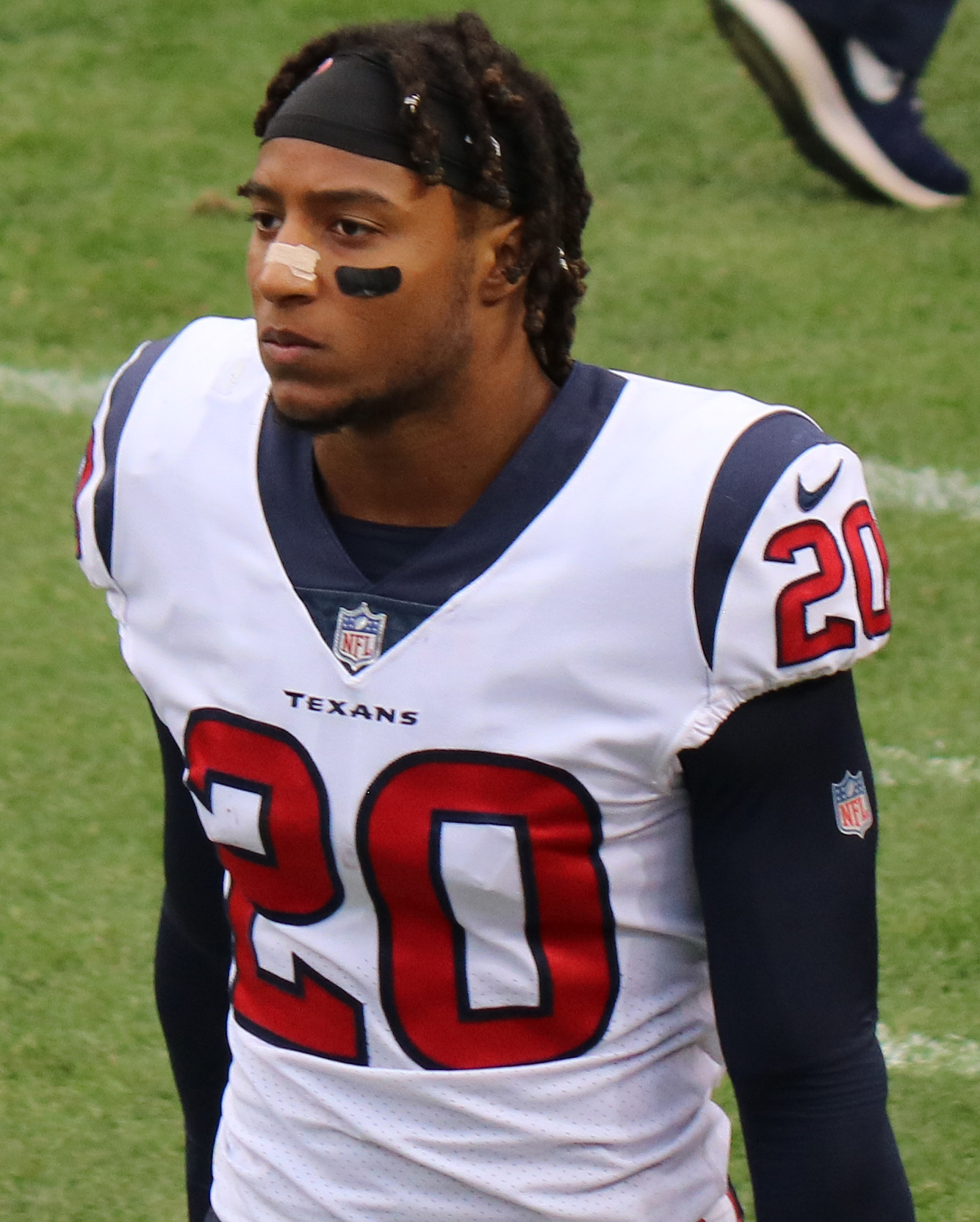
Justin Reid (* 1997)

- Reid, Kate (1930–1993), kanadische Schauspielerin
- Reid, Keith (1946–2023), britischer SongtexterKeith Reid (1946–2023)

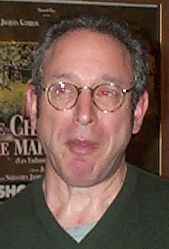
Keith Reid (1946–2023)

- Reid, Kenneth A. (1919–1996), Szenenbildner und Artdirector
- Reid, Kerry (* 1947), australische Tennisspielerin
- Reid, Kyel (* 1987), englischer Fußballspieler
- Reid, L.A. (* 1956), US-amerikanischer Musikproduzent und Manager
- Reid, Leon (* 1994), irischer Sprinter britischer Herkunft
- Reid, Leslie (* 1956), kanadische Dressurreiterin
- Reid, Margaret (* 1935), australische Politikerin
- Reid, Marion Loretta (1929–2023), kanadische Politikerin, Vizegouverneurin von Prince Edward Island
- Reid, Matt (* 1984), US-amerikanisch-deutscher Basketballspieler
- Reid, Matt (* 1990), australischer Tennisspieler
- Reid, Megan (* 1996), kanadische Fußballspielerin
- Reid, Michael (* 1952), britischer Journalist
- Reid, Michael Eric (* 1992), US-amerikanischer Schauspieler
- Reid, Michal (* 1982), kanadisch-polnischer Squashspieler
- Reid, Mike (* 1947), US-amerikanischer Country-Musiker
- Reid, Miles (* 1948), britischer Mathematiker
- Reid, Milton (1917–1987), britischer Schauspieler und Ringer
- Reid, Minerva (1871–1957), kanadische Medizinerin, Lehrerin und Politikerin
- Reid, Monique (* 1990), amerikanische Basketballspielerin
- Reid, Nancy (* 1952), kanadische Mathematikerin
- Reid, Neil (* 1959), schottischer Kinderstar/Sänger
- Reid, Noah (* 1987), kanadischer Schauspieler
- Reid, Ogden R. (1925–2019), US-amerikanischer Politiker
- Reid, Paul (* 1979), australischer Fußballspieler
- Reid, Peter (* 1956), englischer Fußballspieler und -trainer
- Reid, Peter (* 1969), kanadischer Triathlet und dreifacher Ironman Hawaii-Sieger
- Reid, Ptolemy († 2003), guyanischer Tierarzt und Politiker
- Reid, Rebecca, britische Schauspielerin und Model
- Reid, Richard (* 1973), britischer TerroristRichard Reid (* 1973)

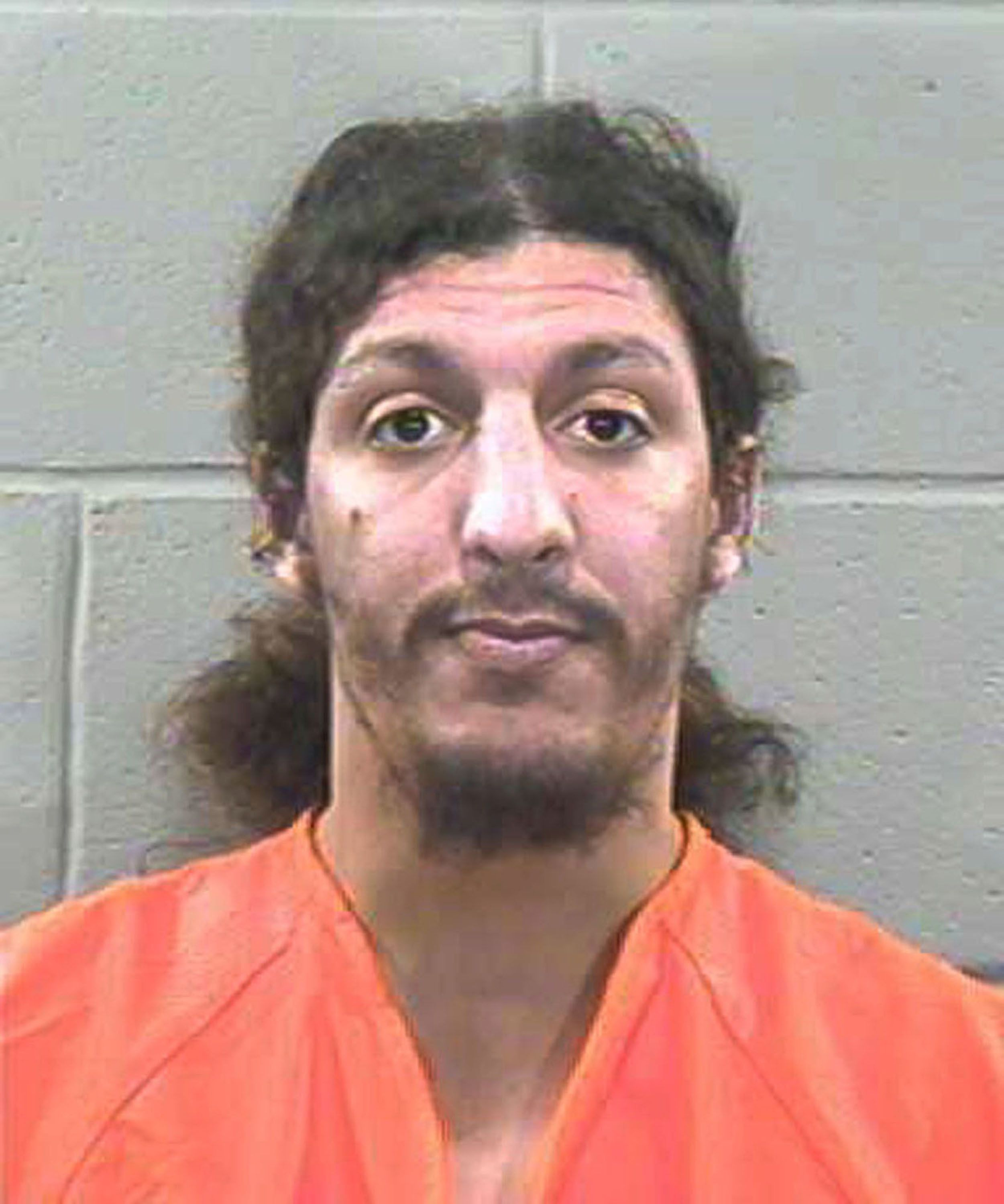
Richard Reid (* 1973)

- Reid, Richard Gavin (1879–1980), kanadischer Politiker
- Reid, Riley (* 1991), US-amerikanische PornodarstellerinRiley Reid (* 1991)

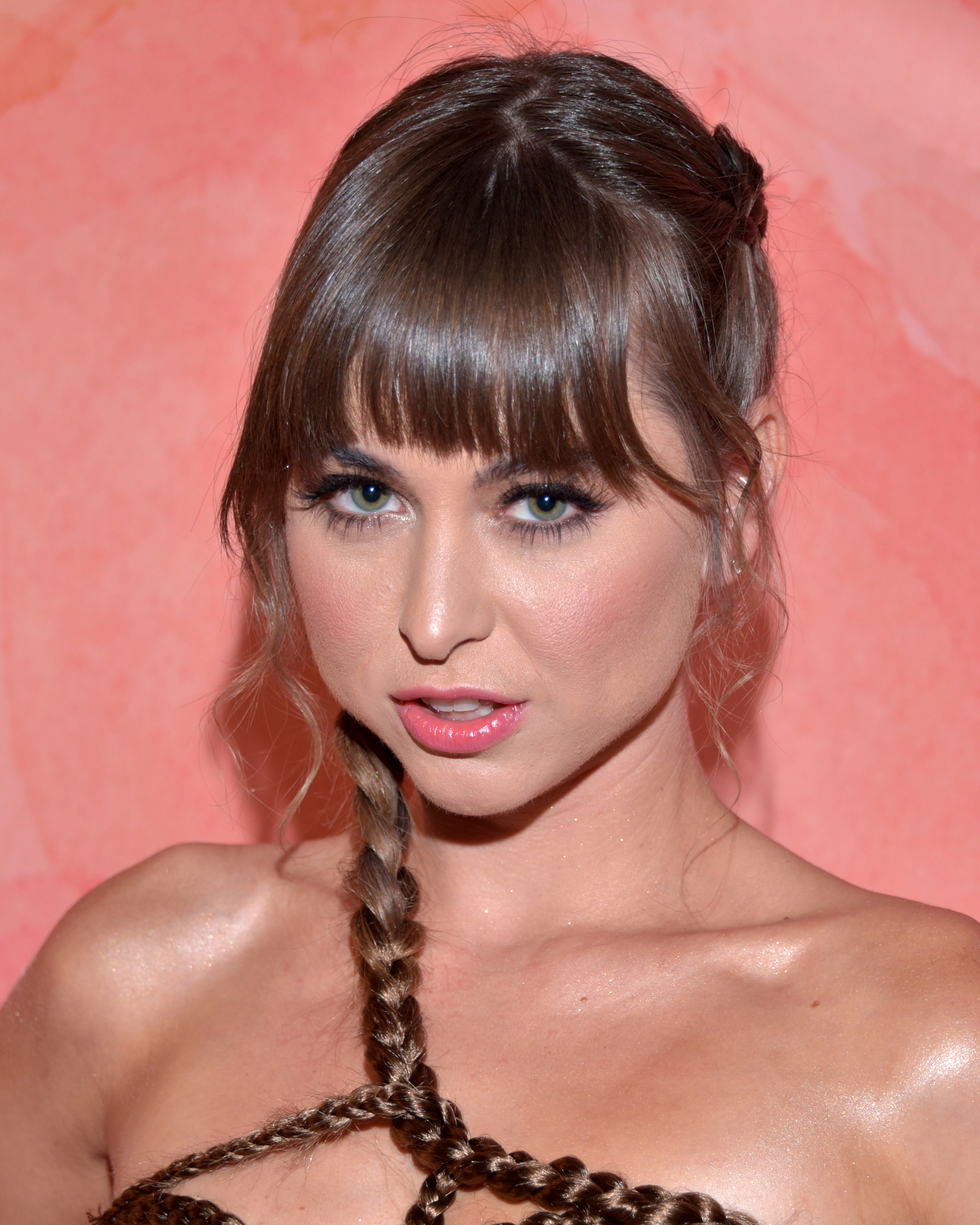
Riley Reid (* 1991)

- Reid, Robert (1862–1929), US-amerikanischer Maler
- Reid, Robert (1898–1990), US-amerikanischer Skilangläufer
- Reid, Robert (* 1932), australischer Eishockeytorwart
- Reid, Robert (* 1966), US-amerikanischer Autor und Gründer des Online-Musikdienstes Rhapsody
- Reid, Robert Raymond (1789–1841), US-amerikanischer Politiker und Gouverneur des Florida-Territoriums (1839–1841)
- Reid, Robert, 1. Earl of Loreburn (1846–1923), britischer Rechtsanwalt, Politiker, Mitglied des House of Commons und Lordkanzler
- Reid, Robin (* 1971), britischer Boxer, Olympiateilnehmer und Weltmeister
- Reid, Robin (* 1975), neuseeländischer Radrennfahrer
- Reid, Rory (* 1979), britischer Journalist und Fernsehmoderator
- Reid, Rufus (* 1944), US-amerikanischer Jazz-Bassist und Hochschullehrer
- Reid, Sam (* 1987), australischer Schauspieler
- Reid, Samantha (* 1988), australische Synchronschwimmerin
- Reid, Sarah (* 1987), kanadische Skeletonpilotin
- Reid, Sheila (* 1989), kanadische Langstreckenläuferin
- Reid, Steve (1944–2010), US-amerikanischer Schlagzeuger
- Reid, Steven (* 1981), irischer Fußballspieler
- Reid, Storm (* 2003), US-amerikanische Kinderdarstellerin
- Reid, Suziann (* 1977), US-amerikanische Leichtathletin
- Reid, T. B. W. (1901–1981), britischer Romanist
- Reid, Tara (* 1975), US-amerikanische Schauspielerin
- Reid, Taylor Jenkins (* 1983), US-amerikanische Schriftstellerin
- Reid, Terry (1949–2025), englischer Rocksänger und GitarristTerry Reid (1949–2025)

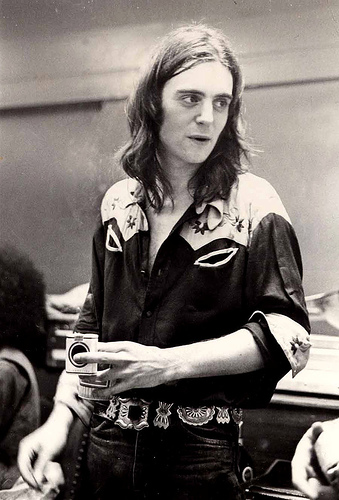
Terry Reid (1949–2025)

- Reid, Thomas (1710–1796), schottischer Philosoph und Zeitgenosse David Humes
- Reid, Thomas Mayne (1818–1883), nordirischer Schriftsteller
- Reid, Tim (* 1944), US-amerikanischer Schauspieler, Regisseur, Filmproduzent und Drehbuchautor
- Reid, Todd (* 1984), australischer Tennisspieler
- Reid, Tom (* 1946), kanadischer Eishockeyspieler
- Reid, Tomeka (* 1977), US-amerikanische Jazz- und Improvisations-Musikerin (Cello)
- Reid, Vernon (* 1958), US-amerikanischer Fusion- und Crossovergitarrist
- Reid, W. Stanford (1913–1996), kanadischer Historiker und Hochschullehrer
- Reid, Wallace (1891–1923), US-amerikanischer Filmschauspieler der Stummfilmära
- Reid, Whitelaw (1837–1912), US-amerikanischer Politiker, Diplomat und Journalist
- Reid, William (* 1958), britischer Gitarrist und Komponist
- Reid, William Thomas (1907–1977), US-amerikanischer Mathematiker
- Reid, Wilma, schottische Badmintonspielerin
- Reid, Winston (* 1988), dänisch-neuseeländischer Fußballspieler

### Reide
- Reidegeld, Jochen (* 1969), deutscher römisch-katholischer Geistlicher
- Reidel, Adolf (1894–1972), deutscher Maler und Kunsthändler
- Reidel, Hans (* 1955), deutscher Komponist, Arrangeur, Bandleader, Klarinettist und Pianist
- Reidel, Karl (1927–2006), deutscher Bildhauer
- Reidel, Marlene (1923–2014), deutsche Malerin, Illustratorin und Kinderbuchautorin
- Reidelbach, Hans (1847–1911), deutscher Hochschullehrer, Hofrat und Realschullehrer
- Reidemeister, Helga (1940–2021), deutsche Dokumentarfilmerin
- Reidemeister, Jürgen Christoph (* 1934), deutscher Herzspezialist
- Reidemeister, Kurt (1893–1971), deutscher Mathematiker
- Reidemeister, Leopold (1900–1987), deutscher Kunsthistoriker
- Reidenbach, Joachim (* 1947), deutscher Kirchenmusiker und Komponist
- Reidenbach, Julia (* 1982), deutsche Musikerin und Musikpädagogin
- Reidenberg, Joy S. (* 1961), US-amerikanische Vergleichende Anatomin und Professorin
- Reidenitz, Daniel Christoph (1760–1842), deutscher Jurist
- Reider, Elias Adam von (1763–1807), deutscher Rechtswissenschaftler und Hochschullehrer
- Reider, Katja (* 1960), deutsche Kinder- und Jugendbuchautorin
- Reider, Martin Joseph von (1793–1862), deutscher Zeichenlehrer und Kunstsammler
- Reider, Paul J. (* 1951), US-amerikanischer Chemiker
- Reider, Sybille (* 1949), deutsche Politikerin (parteilos), MdV
- Reider, Thomas (* 1980), österreichischer Drehbuchautor und Regisseur
- Reiderman, Max Issaakowitsch (1924–2009), ukrainisch-sowjetischer Arzt, Kardiologe, Pneumologe und Publizist

### Reidi
- Reidies, Daniela (* 1967), deutsche Synchronsprecherin
- Reidinger, Alexander (* 1954), österreichischer Rechtswissenschaftler
- Reidinger, Anton (1839–1912), österreichischer katholischer Geistlicher und Mundartdichter
- Reidinger, Erwin (* 1942), österreichischer Bauingenieur
- Reidinger, Friedrich (1890–1972), österreichischer Musiker, Musikerzieher, Komponist und Hochschullehrer
- Reidinger, Karl (1922–2014), österreichischer Jurist, Polizeipräsident von Wien

### Reidl
- Reidl, Ingo (* 1961), deutscher Komponist und ProduzentIngo Reidl (* 1961)

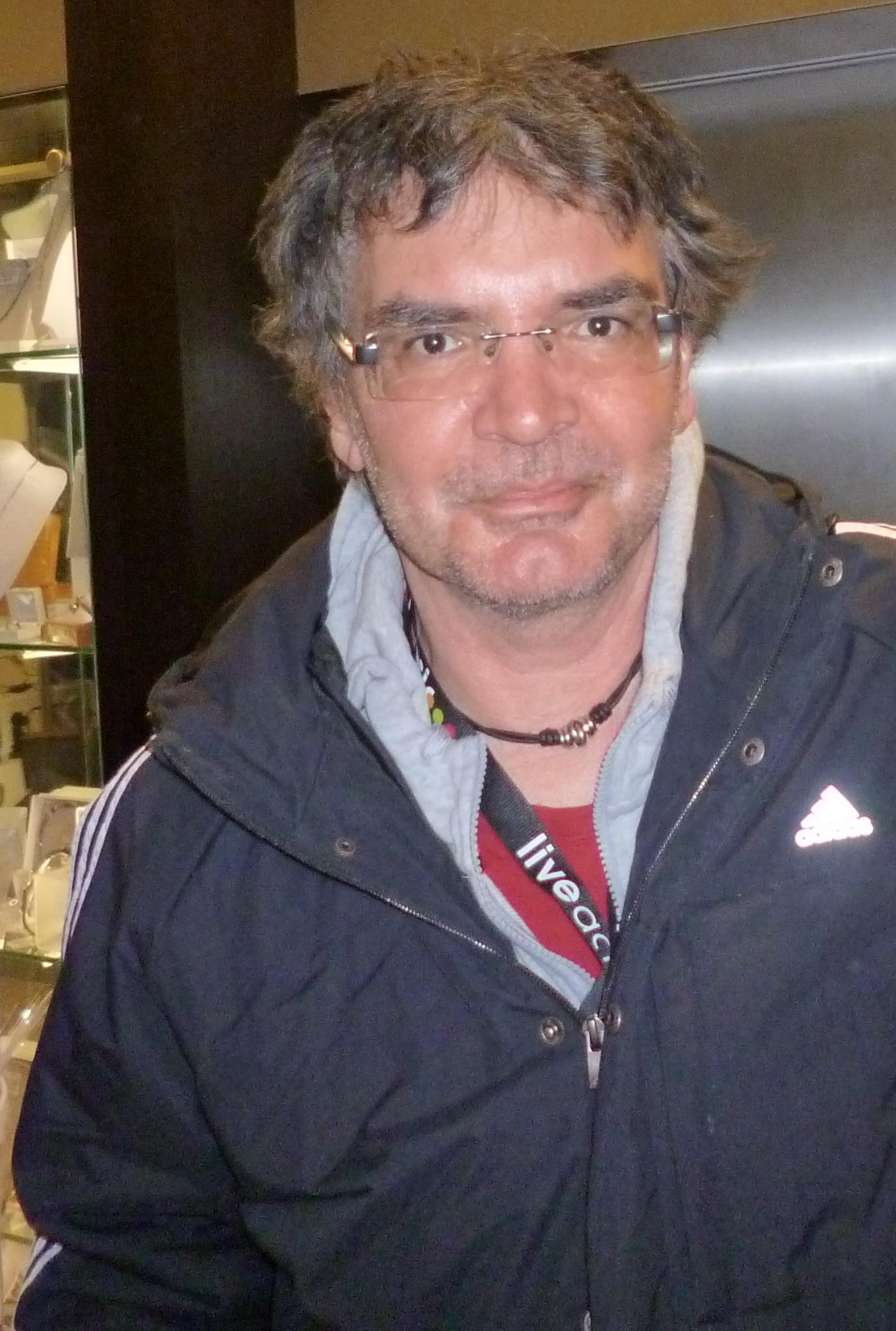
Ingo Reidl (* 1961)

- Reidl, Konrad (* 1952), deutscher Ökologe
- Reidlinger, Josef (1851–1907), Ringofenbesitzer und Wirtschaftsbesitzer, Bürgermeister von Ernstbrunn und Reichratsabgeordneter

### Reido
- Reidock, Frank (* 1968), deutscher Schauspieler, Synchronschauspieler und Sprecher
- Reidock, Lothar (* 1940), deutscher Fußballspieler

### Reidp
- Reidpath, Charles (1889–1975), US-amerikanischer Stadtbaumeister, Stadtplaner und Leichtathlet

### Reidt
- Reidt, Lorenz (1804–1864), Bürgermeister und Abgeordneter
- Reidt, Melchior von, Kunstschreiner in Köln
- Reidt, Olaf (* 1964), deutscher Rechtsanwalt
- Reidtler, Nicolas (* 1947), venezolanischer Radrennfahrer

### Reidy
- Reidy, Affonso Eduardo (1909–1964), brasilianischer Architekt
- Reidy, Richard Francis (* 1958), US-amerikanischer römisch-katholischer Geistlicher, Bischof von Norwich
- Reidy, Thomas (* 1968), US-amerikanischer Badmintonspieler